# L'assassin habite au 21 (roman)
Pour le film homonyme, voir L'assassin habite au 21 (film).
L’assassin habite au 21 est un roman policier de Stanislas-André Steeman, publié en 1939.
Il connaît, trois ans après sa parution, une adaptation cinématographique sous le même titre, réalisée par Henri-Georges Clouzot.
Stanislas-André Steeman a écrit ce roman à son domicile belge d'Ixelles, au numéro 21.
Le roman évoque un mystérieux assassin qui terrorise Londres en commettant des meurtres en série. Il signe ses forfaits d’une carte de visite au nom de « monsieur Smith ». Le commissaire Strickland, chargé de l’enquête, mène des investigations qui le conduisent rapidement dans une pension de famille au 21 Russell Square, où se cacherait le coupable. Il n’aura alors de cesse de le démasquer parmi les pensionnaires, mais chaque fois que l'un d'entre eux est placé en garde à vue, un nouveau meurtre est commis par le tueur en série, et la police est contrainte de reconnaître qu'elle n'a pas arrêté le bon suspect.

## Principaux personnages
- Le tueur en série
  - Mr Smith : meurtrier, pensionnaire chez Mme Hobson, tuant ses proies dans le brouillard avec le plus souvent un sac de sable, leur fracturant ainsi le crâne.

- Les enquêteurs
  - Strickland : superintendant (commissaire divisionnaire) à Scotland Yard.
  - Robin Prior : sous-commissaire de Scotland Yard, adjoint de Strickland.
  - Inspecteur Beard ; inspecteur Mordaunt.
  - Dr Hancock : médecin légiste.

- Deux des victimes
  - M. Julie : pensionnaire français, professeur au Collège de France, âgé d'une cinquantaine d'années, venu à Londres pour étudier des œuvres au British Museum.
  - Ginger Lawson : journaliste à Night and Day, à qui Mr Smith téléphone.

- Pensionnaires de la pension de famille suspectés par la police
  - Boris Andreyew : Russe, on ne lui connaît pas d'activité professionnelle.
  - Dr Hyde : froid et distant, il exerçait auparavant le métier de médecin.
  - M. Collins : représentant de commerce ; âgé de 33 ans, il est bègue et timide.
  - Major Fairchild : retraité de l'armée des Indes.
  - M. Ernest Crabtree : représentant de commerce, dominé par sa femme.
  - M. Lalla-Poor : prestidigitateur hindou.

- Pensionnaires de la pension de famille non suspectés par la police
  - Mme Hobson : propriétaire de la pension de famille.
  - Daphné : cuisinière de la pension de famille.
  - Mme Crabtree  : épouse de M. Crabtree.
  - Mlle Holland : pensionnaire s'occupant de chats perdus errant dans Londres.
  - Mlle Pawter : pensionnaire créant des slogans publicitaires.

- Autre personnage
  - Toby Marsh : témoin d'un meurtre de Mr Smith.

## Résumé
- Mise en place de l'intrigue (prologue, chapitres 1 à 9)

En novembre et décembre 1938, puis en janvier 1939, un tueur en série met en effervescence la ville de Londres. Il agit dans le brouillard (le fog londonien), s'approche près de sa victime, la bouscule, lui assène un violent coup à la tête à l'aide d'un gourdin ou d'un sac rempli de sable. Puis il disparaît dans le brouillard. Il a déjà commis sept meurtres et la police est désemparée. Il laisse sur les lieux de ses meurtres des cartes de visite ne comportant que ces deux mots : « Mr Smith ». La police a triplé ses patrouilles, surtout lors des nuits de brouillard, mais concrètement elle ne dispose d'aucune piste sur l'identité de Mr Smith.
Un soir, un sergent de ville fait sa ronde et s'apprête à interpeler Toby Marsh, un jeune insolent qui vient de l'insulter et qui vit de trafics louches. Il déclare au policier qu'il vient de voir Mr Smith tuer un passant. S'étant caché grâce au brouillard, il l’a suivi jusqu'au 21 Russel Square. Le meurtrier avait la clé de l'immeuble et y est entré.
La police s'apprête donc à perquisitionner à l'adresse indiquée par Toby Marsh, mais cette adresse correspond à une pension de famille tenue par Mme Valerie Hobson. Une dizaine de personnes réside dans l’immeuble, et l'on ignore donc, pour l'instant, l'identité de Mr Smith, sous réserve que l'information donnée par Marsh soit fiable, ce qui n’est pas prouvé.
La police cerne la résidence et la met sous surveillance, sans se décider à intervenir pour ne pas alerter le tueur.
Le 28 janvier, apprenant que Mme Hobson attend le soir même un nouveau pensionnaire français, en l'occurrence M. Julie, professeur au Collège de France, âgé d'une cinquantaine d'années, venu à Londres pour étudier des œuvres au British Museum, le commissaire Strickland le fait présenter devant lui et lui expose le problème. Il demande à M. Julie d'être un observateur, voire un espion, au sein de la pension de famille. À contrecœur et du bout des lèvres, M. Julie accepte.
M. Julie se rend donc au 21 Russel Square et fait la connaissance de la gérante et des pensionnaires. Le dîner se révèle une épreuve pour lui. Se laissant envahir par la peur et le stress, il décide de ne pas passer la nuit au sein de la pension de famille et annonce sa décision à Mme Hobson, qui en est très surprise. Il monte dans sa chambre pour ranger ses affaires. Vingt minutes plus tard, il est retrouvé mort, un vieux bistouri (un catlin) appartenant au Dr Hyde planté dans le dos. Une carte de visite portant l'inscription « Mr Smith » se trouve près du cadavre. C'est la huitième victime du meurtrier.
Sitôt le meurtre réalisé, Mr Smith a contacté par le téléphone commun de la résidence trois journaux londoniens pour leur révéler le meurtre qu’il vient de commettre.
La police doit donc faire face à un meurtre commis par un tueur en série, réalisé quasiment sous son nez, sans qu'on trouve le moindre indice, alors que le tueur ne peut être qu'une des personnes présentes dans la résidence. Les policiers interrogent tous les pensionnaires mais sans succès. Une seule piste retient leur attention : avant de mourir, M. Julie a eu le temps de tracer sur une feuille de papier les lettres formant les mots français « il b ». Puisqu'il semble avoir voulu parler de son agresseur (« il »), à quel verbe se rapporte la lettre « b » ? 
Une perquisition des lieux ne donne aucun résultat, à l'exception de billets de banque appartenant à M. Julie retrouvés dans le tuyau d'une baignoire. Les gants du meurtrier ont été, apparemment, brûlés dans le calorifère central.
Au surplus, les journalistes viennent d'arriver et perturbent l'enquête.
- Enquête de la police et interpellations successives de suspects (chapitres 10 à 22)

Le soir même du meurtre de M. Julie, le commissaire Strickland décide de placer en garde à vue l'un des pensionnaires, M. Collins. En effet cet homme aurait été vu près des lieux où une précédente victime du tueur a été retrouvée, et le soir du meurtre, après le dîner, il est monté dans sa chambre pendant un quart d'heure. Il dit qu'il a mangé des fruits mais son « alibi » ne tient pas. Il a eu la possibilité de dérober le bistouri du Dr Hyde, d'entrer dans la chambre de M. Julie, de le tuer, de brûler ses gants au calorifère (où il a été vu par un témoin), puis de revenir vers le salon commun. Par ailleurs ses réponses embrouillées et peu convaincantes données aux enquêteurs ne plaident pas vraiment en sa faveur. Il a été vu se laver les mains dans la salle de bains où l'on a retrouvé les billets de banque volés par Mr Smith à M. Julie. Enfin, Collins bégaie, et c'est ce trait qu'aurait pu vouloir signaler M. Julie en écrivant : « il b » (« il bégaie »).
M. Collins est donc emmené au commissariat pour la suite de l'enquête. Son identité est donnée en pâture aux journalistes présents.
Au petit matin du 29 janvier, la police pense donc tenir le coupable. Mais les preuves à son encontre sont assez minces et M. Collins n'avoue pas. Après trois jours de garde à vue, néanmoins, il « craque » et avoue les huit meurtres. Toutefois ses aveux semblent plus résulter de l'épuisement que de la sincérité, et ses déclarations ne collent pas avec ce que l'on sait des différents meurtres.
Les policiers apprennent alors qu'un nouveau crime vient d'être commis. Une femme a été tuée la veille à Mornington Crescent, et l'on a trouvé une carte de visite au nom de « Mr Smith » à ses côtés.
Les pensionnaires du 21 Russel Square sont à nouveau auditionnés au sujet de leurs alibis respectifs de la veille en fin d'après-midi. Le major Fairchild a un alibi inattaquable. En revanche les autres pensionnaires n'ont aucun alibi sérieux.
Les soupçons du commissaire se dirigent en direction du Dr Hyde, pour plusieurs raisons : c'est son bistouri qui avait servi à poignarder M. Julie ; le docteur boite et M. Julie a pu le désigner en écrivant : « il b » (« il boite ») ; Hyde a reconnu s'être promené la veille dans l’après-midi dans le brouillard, non loin du lieu où la femme a été tuée ; une information donnée par le Dr Hyde, selon laquelle il aurait remis un médicament à M. Julie, se révèle fausse puisqu'aucune trace de médicament n'a été retrouvée dans le corps de M. Julie lors de l'autopsie.
Le 1er février, M. Collins est donc relâché tandis que le Dr Hyde est placé en garde à vue. Il reste totalement mutique durant cette garde à vue.
Le soir même, « Mr Smith » tue une autre personne, et pas n'importe laquelle puisqu'il assassine Ginger Lawson, le journaliste de Day and Night qui avait suivi toute l’affaire aux côtés de la police. Le lecteur apprend que le coupable est effectivement l'un des résidents de la pension de famille, et qu'avant de tuer le journaliste, qui l'a reconnu comme l'un des pensionnaires, il a eu une petite discussion avec sa victime dont la terreur augmentait au fil de la conversation.
Le commissaire interroge ses agents : où se trouvaient les autres suspects au moment de la mort de Lawson ? Il apparaît que la plupart étaient en vadrouille à l'extérieur, et que les agents chargés des filatures les avaient perdus de vue en raison du brouillard !
Les soupçons du commissaire se portent alors sur M. Andreyew, le Russe désargenté. Il n'a aucun alibi au sujet de la mort de Lawson, et au surplus il a été aperçu en train de discuter avec lui un peu plus tôt dans la journée. Andreyew brode des vêtements si bien que M. Julie a pu le désigner en écrivant : « il b » (« il brode ») ; il n'a aucun revenu, ce qui peut expliquer que les victimes aient été dépouillées de leur argent ; on retrouve un lot de cartes de visite portant l'inscription « Mr Smith » dans la doublure de l’une de ses pelisses. Surtout il ne donne aucun alibi, ni sur cette journée, ni sur les journées au cours desquelles les autres meurtres ont été commis.
Le 5 février, le Dr Hyde est donc relâché tandis que M. Andreyew est placé en garde à vue.
Le 11 février, un agent de change, M. Allan Smith, est retrouvé mort, la célèbre carte de visite « Mr Smith » placée à ses côtés. Les alibis des membres de la pension de famille sont de nouveau vérifiés, mais sans succès. Les quatre suspects n'ayant aucun alibi ont pu commettre le meurtre ; seul M. Crabtree est mis hors de cause.
M. Andreyew est donc relâché et les policiers sont dans l'obscurité la plus complète. C'est un hasard inattendu qui va permettre de découvrir l'identité du meurtrier.
- Dénouement et révélations finales (chapitres 23 à 25)

Un soir, M. Crabtree fait une partie de bridge avec trois autres pensionnaires (M. Collins, M. Hyde et M. Andreyew). Le quatuor passe la soirée à jouer au bridge, à deux contre deux, et certains détails donnent à penser à M. Crabtree qu'il a peut-être déterminé l'identité de « Mr Smith ». Avec précipitation il quitte ses collègues, s'empare de son manteau, de son chapeau et de sa canne et court au dehors pour contacter la police. Il est suivi par un homme, qui finit par l'interpeller de vive voix et par le rejoindre.
M. Crabtree se trouve donc face-à-face avec le tueur. Il tente de s'échapper, mais l'autre le retient avec sa poigne puissante. Crabtree parvient à alerter un policier qui tient en joue Mr Smith avec une arme. Le tueur est enfin arrêté. Il est en réalité un être multiple, un « meurtrier en trois personnes » : il s'agit tout à la fois de M. Collins, de M. Hyde et de M. Andreyew. Les trois hommes ont tous commis des crimes, tour à tour, et ont protégé à chaque fois leur partenaire placé en garde à vue pour que la police soit désorientée. On apprend d'ailleurs que M. Julie n'a jamais écrit « il b » et que ces lettrines ont été rédigées par l'un des tueurs pour égarer la police et attirer les soupçons sur le bégaiement de Collins, la boiterie de Hyde et la broderie de Andreyew. La signature des crimes sous le terme générique « Mr Smith » permettait au trio de donner à penser qu'il n'y avait qu'un seul coupable. M. Crabtree révèle aux journalistes comment il a compris qu’il avait affaire à trois meurtriers : lors de la partie de bridge, les trois autres joueurs jouaient tous contre lui en le faisant perdre systématiquement, y compris son partenaire qui avait fait exprès de perdre certaines manches. Crabtree s'était donc demandé s'ils pouvaient aussi, dans la vraie vie, à tour de rôle, être Mr Smith ? Outre le fait que les trois personnes en face de lui avaient la possibilité matérielle, le physique nécessaire et le mental d'acier pour commettre les assassinats, l'idée avait fait son chemin au cours de la soirée, avec les conséquences que l'on sait.
Dans la dernière page du roman, on apprend que M. Andreyew s'est suicidé en se noyant et que le docteur Hyde a fait de même en s'empoisonnant. Seul Collins comparaîtra devant la cour d'assises.

## Adaptations

### Au cinéma
- 1942 : L'assassin habite au 21, film français réalisé par Henri-Georges Clouzot, avec Pierre Fresnay dans le rôle de l'inspecteur Wens.
Dans ce film, l'action est francisée et « Monsieur Smith » devient « Monsieur Durand ». En outre, l'enquête est menée par Monsieur Wens, détective récurrent de Steeman, pourtant absent du roman. Le romancier et Henri-Georges Clouzot décident de situer l'action à Paris et les personnages évoluent dans une petite pension de famille nommée Les Mimosas ayant pour adresse le 21 avenue Junot à Montmartre, dans le 18e arrondissement.
Outre les changements concernant les noms des personnages et leur nombre, l'une des grandes différences avec le film est que dans ce dernier, les policiers enquêtent « de l'intérieur ».

- 1948 : La muerte camina en la lluvia, film argentin réalisé par Carlos Hugo Christensen[3].

### En bande dessinée
- L'assassin habite au 21 de S. A. Steeman, adaptation et scénario d'André-Paul Duchâteau, dessins de Xavier Musquera, Bruxelles, Claude Lefrancq, 1994.